# Ministerpräsident von Spanien
Der Ministerpräsident von Spanien, offiziell Präsident der Regierung (spanisch Presidente del Gobierno), ist der Regierungschef von Spanien.
Ursprünglich lautete die Bezeichnung des Amtes Erster Staatssekretär (spanisch Primer Secretario de Estado y del Despacho Universal). Am 10. April 1834 wurde durch Königliches Statut Spaniens von 1834 das Amt des Ministerpräsidenten Spaniens (spanisch Presidente del Consejo de Ministros) geschaffen. Seit dem 27. Dezember 1978 (Verfassung von 1978) ist die genaue Bezeichnung Presidente del Gobierno.
Bei einer Vakanz nominiert der spanische Monarch einen Präsidentschaftskandidaten für ein Vertrauensvotum durch das Abgeordnetenhaus, das Unterhaus der Cortes Generales (Parlament). Der Prozess ist eine parlamentarische Investitur, bei der der Regierungschef indirekt vom gewählten Abgeordnetenhaus gewählt wird. In der Praxis ist der Premierminister fast immer der Vorsitzende der größten Partei im Kongress. Da die geltende Verfassungspraxis in Spanien verlangt, dass der König auf Anraten seiner Minister handelt, ist der Ministerpräsident de facto der Regierungschef des Landes.
Pedro Sánchez von der Sozialistischen Arbeiterpartei Spaniens (PSOE) ist seit dem 2. Juni 2018 Ministerpräsident, nachdem er einen erfolgreichen Misstrauensantrag gegen den ehemaligen Ministerpräsidenten Mariano Rajoy gestellt hatte. Das Kabinett Sánchez I blieb auch nach den regulären spanischen Parlamentswahlen im April 2019 geschäftsführend im Amt, weil sich keine Mehrheit für eine neue Regierungsbildung fand. Nach den neuerlichen Parlamentswahlen im November 2019 erhielt Sánchez jedoch ein zweites Mandat als Regierungschef, nachdem er am 7. Januar 2020 in der zweiten Abstimmung im Abgeordnetenhaus die einfache Stimmenmehrheit erhalten hatte. Anschließend wurde er wieder offizieller Ministerpräsident, nachdem er am 8. Januar 2020 von König Felipe VI. vereidigt worden war. Die neue Regierung wurde am 13. Januar 2020 von König Felipe vereidigt.